# Municipio Villa Abecia
Das Municipio Villa Abecia (auch: Municipio Camataqui) ist ein Verwaltungsbezirk im Departamento Chuquisaca im südamerikanischen Anden-Staat Bolivien.

## Lage im Nahraum
Das Municipio Villa Abecia ist eines von drei Municipios der Provinz Sud Cinti und umfasst deren nordwestlichen Bereich. Es grenzt im Westen an das Departamento Potosí, im Süden an das Municipio Las Carreras, im Osten an das Departamento Tarija und an das Municipio Culpina und im Norden an die Provinz Nor Cinti.
Das Municipio erstreckt sich zwischen etwa 20° 51' und 21° 08' südlicher Breite und 65° 06' und 65° 28' westlicher Länge, seine Ausdehnung von Westen nach Osten beträgt bis zu 35 Kilometer, von Norden nach Süden bis zu 30 Kilometer.
Das Municipio umfasst 65 Gemeinden (localidades), der zentrale Ort des Municipios ist die Ortschaft Villa Abecia mit 1211 Einwohnern (Volkszählung 2012) im östlichen Teil des Municipios.

## Geographie
Das Municipio Villa Abecia liegt an den südwestlichen Ausläufern der bolivianischen Cordillera Central, zwischen dem Altiplano im Westen und dem bolivianischen Tiefland im Osten. Das Klima ist ein kühl-gemäßigtes Höhenklima mit typischem Tageszeitenklima, bei dem die Temperaturunterschiede im Tagesverlauf stärker schwanken als im Jahresverlauf.
Die Jahresdurchschnittstemperatur in der Region liegt bei knapp 14 °C (siehe Klimadiagramm Camargo), die Monatsdurchschnittswerte schwanken zwischen knapp 10 °C im Juni/Juli und 16 °C von November bis März. Der Jahresniederschlag beträgt 400 mm und weist sieben aride Monate von April bis Oktober mit Monatswerten unter 20 mm auf, nennenswerte Monatsniederschläge fallen nur von Dezember bis Februar mit Werten von je 80 bis 90 mm.

## Bevölkerung
Die Einwohnerzahl ist zwischen 1992 und 2024 um mehr als die Hälfte angestiegen:
| Jahr | Einwohner | Quelle       |
| ---- | --------- | ------------ |
| 1992 | 3160      | Volkszählung |
| 2001 | 3195      | Volkszählung |
| 2012 | 3514      | Volkszählung |
| 2024 | 5371      | Volkszählung |

Die Bevölkerungsdichte bei der letzten Volkszählung von 2024 betrug 8,1 Einwohner/km², der Alphabetisierungsgrad bei den über 6-Jährigen war von 69,0 Prozent (1992) auf 77,6 Prozent (2001) angestiegen. Die Lebenserwartung der Neugeborenen betrug 65,2 Jahre, die Säuglingssterblichkeit war nur unwesentlich von 6,0 Prozent (1992) auf 5,9 Prozent im Jahr 2001 zurückgegangen.
99,0 Prozent der Bevölkerung sprechen Spanisch, 17,0 Prozent sprechen Quechua, und 0,4 Prozent sprechen Aymara. (2001)
75,9 Prozent der Bevölkerung haben keinen Zugang zu Elektrizität, 60,3 Prozent leben ohne sanitäre Einrichtung (2001).
72,3 Prozent der 755 Haushalte besitzen ein Radio, 17,7 Prozent einen Fernseher, 37,1 Prozent ein Fahrrad, 1,1 Prozent ein Motorrad, 4,8 Prozent ein Auto, 9,7 Prozent einen Kühlschrank, und 1,2 Prozent ein Telefon. (2001)

## Politik
Ergebnis der Regionalwahlen (concejales del municipio) vom 4. April 2010:
| Wahl- berechtigte |  | Wahl- beteiligung | gültige Stimmen |  | MAS-IPSP | C.S.T. | MSM    |
| ----------------- |  | ----------------- | --------------- |  | -------- | ------ | ------ |
| 1.372             |  | 1.170             | 904             |  | 480      | 254    | 170    |
|                   |  | 85,3 %            | 77,3 %          |  | 53,1 %   | 28,1 % | 18,8 % |

Ergebnis der Regionalwahlen (elecciones de autoridades políticas) vom 7. März 2021:
| Wahl- berechtigte |  | Wahl- beteiligung | gültige Stimmen |  | MAS-IPSP | CST     | MNR    | C-A    | BSTH   | UNIDOS |
| ----------------- |  | ----------------- | --------------- |  | -------- | ------- | ------ | ------ | ------ | ------ |
| 1.672             |  | 1.411             | 1.237           |  | 805      | 394     | 15     | 12     | 6      | 5      |
|                   |  | 84,39 %           | 87,67 %         |  | 65,08 %  | 31,85 % | 1,21 % | 0,97 % | 0,49 % | 0,40 % |

## Gliederung
Das Municipio Villa Abecia bestand bei der letzten Volkszählung von 2012 aus den folgenden beiden Kantonen (cantones):
- 01-0901-1 Kanton Villa Abecia – 24 Gemeinde – 2.512 Einwohner (2001: 2.302 Einwohner)
- 01-0901-2 Kanton Tarcana – 41 Gemeinden – 1.002 Einwohner (2001: 893 Einwohner)

## Ortschaften im Municipio Villa Abecia
- Kanton Villa Abecia
  - Villa Abecia 1211 Einw.

- Kanton Tarcana
  - Higuerayoc 195 Einw.